# Milan Bagin
Milan Bagin (* 20. September 1961) ist ein ehemaliger slowakischer Fußballspieler.

## Karriere
Bagin spielte ab 1980 für den TJ Internacionál Slovnaft Bratislava. Zur Saison 1983/84 wechselte er innerhalb der höchsten tschechoslowakischen Spielklasse zum FK Dukla Banská Bystrica. Zur Saison 1985/86 kehrte er nach Bratislava zurück. Mit Inter stieg er zu Saisonende aus der höchsten Spielklasse ab. Daraufhin schloss sich der Klub mit dem ZŤS Petržalka zum TJ Internacionál Slovnaft ZŤS Bratislava-Petržalka zusammen. Die Spielgemeinschaft stieg 1987 wieder in die 1. fotbalová liga auf. In dieser kam Bagin nach dem Aufstieg bis zu seinem Abgang zu 113 Einsätzen für Inter, das ab der Saison 1990/91 wieder alleine antrat.
Im Januar 1992 wechselte der Verteidiger nach Österreich zum viertklassigen ASKÖ Klingenbach. Mit Klingenbach stieg er zunächst 1993 in die Regionalliga auf, ehe dann nach nur einer Spielzeit in der dritten Liga 1994 der Aufstieg in die 2. Division folgte. In dieser kam der Slowake dann neunmal für die Burgenländer zum Einsatz. Im Januar 1995 wechselte er ins niederösterreichische Unterhaus zum SV Sieghartskirchen.